# غلين دنلوب
غلين دنلوب (بالإنجليزية: Glenn Dunlop)‏ (12 مايو 1968 ببلفاست في المملكة المتحدة - ) هو لاعب كرة قدم بريطاني في مركز الدفاع. لعب مع نادي كروسيدرز.

## وصلات خارجية
- غلين دنلوب على موقع قاعدة بيانات كرة القدم.إي يو (الإنجليزية)